# 慧觉镇
慧觉镇，是中华人民共和国四川省德阳市罗江区曾经下辖的一个镇。2019年11月，撤销慧觉镇，将其所属行政区域划归金山镇管辖。

## 行政区划
慧觉镇撤销前下辖以下地区：
场镇社区、富荣村、龙王村、二龙村、明月村、黄荆村和三井村。